# Judenbüchel

Ausschnitt aus der Tranchot-Karte von 1807/08.

Der Judenbüchel (Judenhügel), in der Kölner Sprache Dude Jüd („Toter Jude“) genannt, war ein jüdischer Friedhof in Köln-Raderberg.

## Geschichte

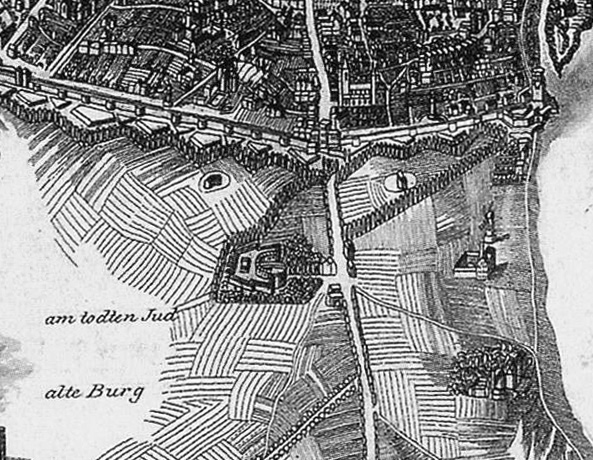
Ausschnitt aus einem Stich von Friedrich W. Delkeskamp (1794–1872)

Wann er entstand und seine genaue Größe sind nicht dokumentiert. Die erste überlieferte Quelle stammt aus der Mitte des 12. Jahrhunderts. Darin wird eine Hofanlage erwähnt, neben der der Friedhof liegen sollte. Eine weitere Urkunde überliefert für das Jahr 1174 die Erweiterung des Friedhofes um fünf Morgen Land. Für dieses Grundstück zahlte die jüdische Gemeinde an den Propst von St. Severin, in dessen Besitz das Grundstück war, einen jährlichen Pachtzins.

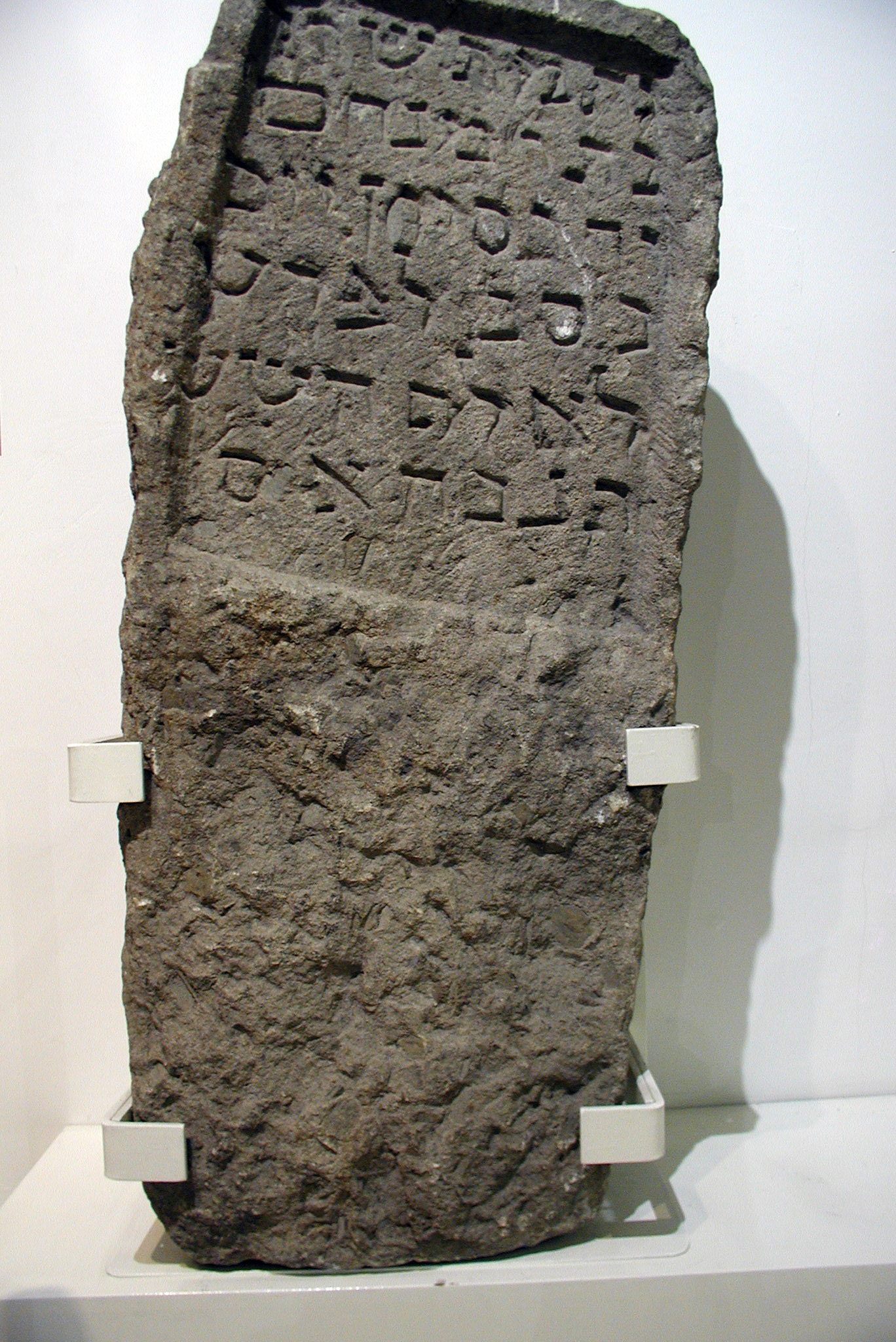
Grabstein der Rachel, 1323
(siehe Bildtext)

1349 wurden die Juden für die damalige Pest-Epidemie verantwortlich gemacht. Das jüdische Viertel der Stadt wurde während der Judenverfolgungen zur Zeit des Schwarzen Todes von Kölner Bürgern gestürmt und verwüstet. Viele Juden wurden ermordet und das Viertel geplündert. Die Grabsteine auf dem Judenbüchel wurden geschändet und als Baumaterial zweckentfremdet. Erst 1372 wurde der Friedhof wieder der neu etablierten jüdischen Gemeinde übergeben. Auch nach der Vertreibung der Juden 1424 und Ansiedlung im rechtsrheinischen Deutz wurde der Friedhof weiterhin belegt. 1474 wurde er bei der Belagerung Kölns durch Karl von Burgund zerstört. Trotzdem wurde die Begräbnisstätte erst Ende des 17. Jahrhunderts nach Deutz verlegt.

Im Jahre 1922 wurde der Friedhof durch Bauarbeiten für das Bonntor und durch Erweiterungen der Straße wieder freigelegt. Die Gebeine der Toten wurden daraufhin umgebettet. Nach Schändungen in den Jahren 1928 bis 1934 wurde 1936 die endgültige Auflassung beschlossen. Die Gebeine und einige Grabsteine wurden auf den jüdischen Teil des Friedhofs in Bocklemünd umgebettet und im Laufe der Zeit ein Gedenkstein angebracht, der an die Geschichte des Judenbüchels erinnert. Eine weitere Gedenktafel befindet sich am Haupttor des Großmarktes Raderberg, der auf dem Friedhof 1936 erbaut wurde. Heute befindet sich auf dem Gelände die Kölner Großmarkthalle.

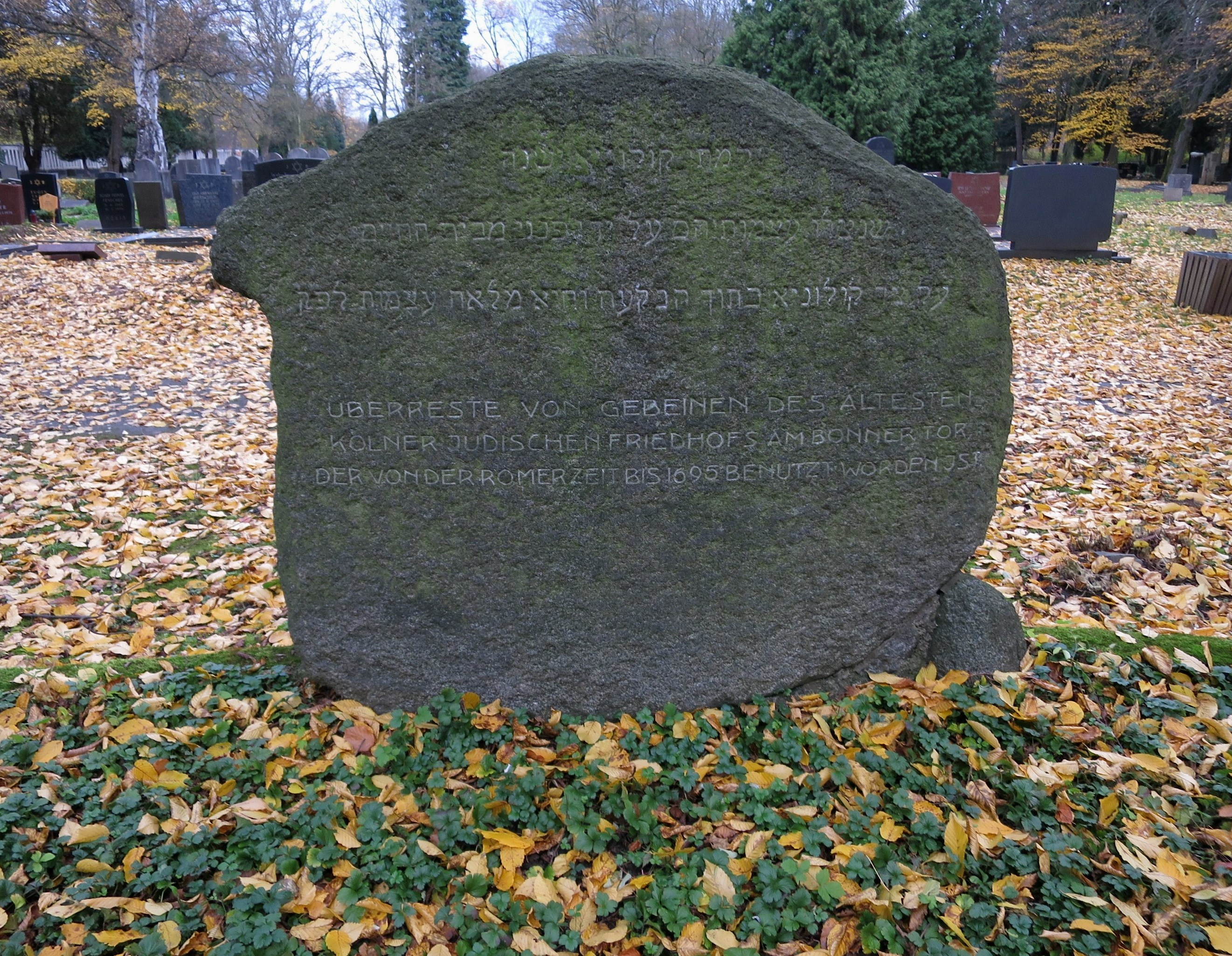
Jüdischer Friedhof Köln-Bocklemünd: Gedenkstein mit Gebeinen des alten jüdischen Friedhofs am Bonner Tor

## Hinrichtungsstätte

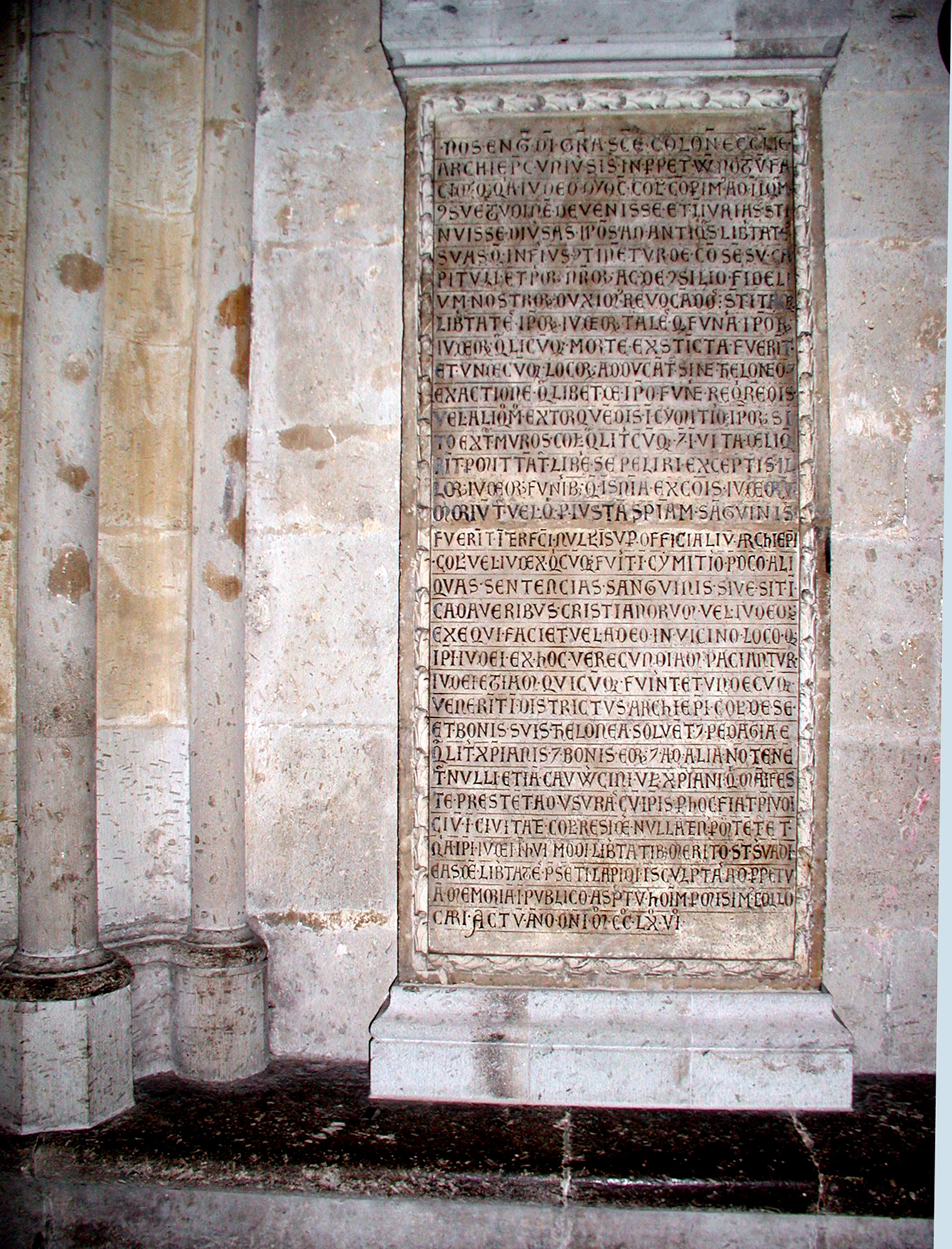
1266 ließ Erzbischof Engelbert II. das Judenprivileg in Stein meisseln.

Der Friedhof wurde im Mittelalter auch als öffentliche Hinrichtungsstätte genutzt. Ab 1163 sind erste Hinrichtungen zu verzeichnen, die jedoch 1266 durch ein Dekret von Erzbischof Engelbert II. verboten wurden. In diesem Dekret sichert er der jüdischen Gemeinde die Unantastbarkeit der Begräbnisstätte zu. Ab 1474 nutzte das Gericht der Stadt Brühl den Ort wieder für öffentliche Hinrichtungen. Sie musste hierfür die Pacht, die vorher die jüdische Gemeinde entrichtet hatte, an das Severinsstift zahlen. Bei den Bauarbeiten 1922 wurden auf dem Friedhof auch Skelette von Hingerichteten gefunden. Eine weitere Hinrichtungsstätte gab es gegenüber dem heutigen Melaten-Friedhof.

## Weitere Nutzungen
Für das Jahr 1463 wurde auf dem Gelände erstmals ein Siechenhaus erwähnt. Aufgrund der verkehrsgünstigen Lage wurde das freie Gelände des Friedhofs auch profan für größere Veranstaltungen genutzt. So wurden hier Hochzeiten und Turniere abgehalten. Für das Jahr 1384 ist ein öffentliches Turnier belegt.